# Fantasy! 주이치
Fantasy! 주이치(Fantasy! 拾壱 : Fantasy! 11, 판타지! 11)는 2010년 12월 1일에 발매된 모닝구무스메의 열한 번 째 정규 앨범이다.

## 개요
- 카메이 에리, 리쥰, 첸링이 참가한 마지막 앨범이다.

- 초회한정반 DVD는 16:9 비율(약 47분)로 수록되었다.
  - 여자와 남자의 자장가 게임 (각 멤버Solo Album Ver.) 뮤직 비디오
  - 특전 영상1 《Hello! Project 2010 SUMMER ~라이브 콘서트!~》 [[카메이 에리, 리쥰, 첸링 졸업 발표 MC
  - 특전 영상2 앨범 자켓 촬영 메이킹

## 수록곡
1. 女と男のララバイゲーム (AL Ver.)
작사, 작곡 : 층쿠 / 편곡 : 히라타 쇼이치로
2. ブラボー!
작사, 작곡 : 층쿠 / 편곡 : 스즈키 슌스케
3. Fantasyが始まる
작사, 작곡 : 층쿠 / 편곡 : 오쿠보 카오루
4. 女心となんとやら
작사, 작곡 : 층쿠 / 편곡 : 이타가키 유스케
5. 愛の炎 (노래 : 다나카 레이나)
작사, 작곡 : 층쿠 / 편곡 : 다나카 나오
6. I'm Lucky girl
작사, 작곡 : 층쿠 / 편곡 : 이타가키 유스케
7. すんごいマイバースディ
작사, 작곡 : 층쿠 / 편곡 : 다카하시 유이치
8. 1から10まで愛してほしい
작사, 작곡 : 층쿠 / 편곡 : 스즈키 슌스케
9. 愛しく苦しいこの夜に
작사, 작곡 : 층쿠 / 편곡 : 유아사 고이치
10. 電話でね (노래 : 다카하시 아이)
작사, 작곡 : 층쿠 / 편곡 : AKIRA
11. 青春コレクション
작사, 작곡 : 층쿠 / 편곡 : 오쿠보 카오루

## 차트
- 주간최고순위 16위 (오리콘 차트)